# Argyronome ariana
Argyronome ariana är en fjärilsart som beskrevs av Hans Fruhstorfer 1907. Argyronome ariana ingår i släktet Argyronome och familjen praktfjärilar. Inga underarter finns listade i Catalogue of Life.